# 富山市SDGs未来都市計画
『富山市SDGs未来都市計画』（とやましかんきょうもでるとしこうどうけいかく）は、2018年（平成30年）6月15日に、経済・社会・環境の分野をめぐる広範な課題に統合的に取組む地方自治体として、国（内閣府）のSDGs未来都市と自治体SDGsモデル事業に選定されたことを受け、持続可能な開発目標の達成に向けて総合的かつ効果的な取組みの推進を図るため8月に策定された。正式名称は『富山市SDGs未来都市計画～コンパクトシティ戦略による持続可能な付加価値創造都市の実現～』。

## 概要
2015年9月25日の国連総会において、持続可能な開発のために必要不可欠な、向こう15年間の新たな行動計画として「我々の世界を変革する：持続可能な開発のための2030アジェンダ」が採択された。この中に具体的な目標と行動指針として持続可能な開発目標（SDGs）と169のターゲットが示された。各々の政府は、これら高い目標を掲げるグローバルなターゲットを具体的な国家計画プロセスや政策、戦略に反映していくこととされた。
日本では、SDGs推進本部会合における安倍晋三首相指示を踏まえ、自治体によるSDGsの達成に向けた優れた取り組みを提案する都市である「SDGs未来都市」と、特に先導的な取組の10事業である「自治体SDGsモデル事業」を公募することとなった。SDGs未来都市の取り組みを、国の支援を得ながらモデルとして普及展開を図り、「持続可能なまちづくり」の実現を図っていくことがねらいであった。
2018年（平成30年）6月15日、富山市はSDGs未来都市と自治体SDGsモデル事業の両方に選定された。そこで8月に策定されたのが『富山市SDGs未来都市計画～コンパクトシティ戦略による持続可能な付加価値創造都市の実現～』である。

## ビジョン

### 実態と課題
1. 都市のかたち
  - 公共交通を軸としたコンパクトなまちづくり
  - 多様な公共交通網の整備
  - 自動車への過度な依存と公共交通の衰退からの脱却
  - 低密度な市街地形成への対応
2. 市民生活・エネルギー
  - 人口減少・超高齢社会への対応
  - 再生可能エネルギーの利活用
  - 化石燃料依存からの脱却
  - 都市レジリエンスの向上
3. 産業
  - 医薬品関連産業の集積
  - 新産業への発展
  - 農林水産業の活性化
4. 国内外の都市・地域
  - 包括的なつながりの再構築
  - 人口減少社会への対応

### 2030年のあるべき姿

#### 目指す将来像
コンパクトシティ戦略による持続可能な付加価値創造都市の実現

#### 3つの価値
経済価値：市内企業の活性化や新技術の活用等により、持続可能な付加価値を創造し続けるまちが 実現している。
社会価値：健康・医療、子育て・教育環境の充実等により、一人ひとりが個性を発揮し、活力あるまち が実現している。
環境価値：低炭素・エネルギーの有効利用等により、雄大な自然と調和し、誰もが暮らしたい まちが実現している。

### 2030年のあるべき姿の実現に向けた優先的なゴール

#### 経済
ゴール、ターゲット番号：9,2 11,3 17,17
| 2016年度    | 2028年度    |
| ----------- | ----------- |
| 12,550 億円 | 14,142 億円 |

#### 社会
ゴール、ターゲット番号：3,8 11,3 17,17
| 2016年度 | 2022年度 |
| -------- | -------- |
| 81.1％   | 86％     |

#### 環境
ゴール、ターゲット番号：7,3 11,3 17,17
| 2016年度 | 2022年度 |
| -------- | -------- |
| 0.7％    | 1.4％    |

### 戦略的視点
1. SDGsの世界的な潮流を踏まえ、国連や国の政策と連携を図るとともに、「私たちのまちに とってのSDGs」の視点に基づいて、地域固有の課題に取り組みます。
2. SDGsの達成に向けて、市民、民間企業、大学など多くのステークホルダーの積極的な参 画を促し、相互のパートナーシップを通じて、分野横断的で包摂的な取組を展開します。
3. 周辺自治体や、他のSDGs未来都市とのプラットフォームを活かし、地域課題の解決策を 共有しながら、広域的な連携を図ることにより、スケールメリットを働かせたSDGsに取り組 みます。
4. 2030 年の都市の将来像を見据え、バックキャスティングの手法を活用しながら、意欲的・ 革新的なアイデアを生み出し、人材育成やイノベーションなどを創出する新たな仕組みを 構築します。
5. SDGsが市民にとってのQOL（Quality of Life）や、満足度にどのようなインパクトを与えているのかを検証し、実効性のあるSDGsに取り組みます。

## 自治体SDGsの推進に資する取組

### 自治体SDGsの推進に資する取組の概要（2018年度～2020年度の取組）
1. 都市のかたち
  - 公共交通を軸としたコンパクトなまちづくりの実現 地域生活拠点とのネットワーク機能を高める「コンパクトシティ」へ
2. 市民生活
  - ヘルシー＆交流シティの形成と質の高いライフ・ワークスタイルの確立 地域が一体となり健康・子育て・教育環境を充実させる「ヘルシー＆交流シティ」へ
3. エネルギー
  - セーフ＆環境スマートシティの実現と地域エネルギーマネジメントの 確立 レジリエンスと低炭素化等の取組の融合による「セーフ＆環境スマートシティ」へ
4. 産業
  - 産業活力の向上による技術・社会イノベーションの創造 市内企業の活性化や新技術の活用等による「技術・社会イノベーション創造都市」へ
5. 都市・地域
  - 多様なステークホルダーとの連携による都市ブランド力の向上 官民連携・ダイバーシティ・国際展開による都市ブランド力の高い「選ばれる都市」へ

### 自治体SDGsの情報発信・普及啓発策
- 国際的な連携とともに様々なステークホルダーとの連携を深化
- 関連プロジェクトへの資金の呼び込み等による地域活性化のビジネスモデル構築
- コンパクトシティ戦略の自律的好循環の創出を通じて、持続可能な付加価値創造都市の実現につなげる
- 内容

1. 域内向け（市内）：多様なステークホルダーと協働で SDGs の普及展開を図る
  1. 市内でSDGs普及啓発イベントを開催する
  2. 市民、大学、民間企業などによるプラ ットフォームと連携を図り、SDGs に関するワークショップや研修を実施する
2. 【域外向け（国内）】 ：周辺自治体や他の SDGs 未来都市、民間企業などとのパートナ ーシップを強化
  1. 国の「SDGs未来都市」や「地方創生」の関連イベント等において、SDGs の取組を発信する
  2. 「地方創生SDGs官民連携プラットフォーム」を活用し、市内外の自治体とSDGsに関する都市間連携を図る
3. 【域外向け（国外）】 
  1. SDGsに関する富山市の取組を取りまとめ、様々な機会を捉えて、国際会議等の場で積極的に発信・普及を図る
  2. 富山市の有する国際的な連携ネットワーク（OECD、JICA、IGES、SEforALL、イクレイ、世界 銀行、100RC 等）を活かし、SDGs 関連の取組情報を発信する
  3. SDGsの達成に向けて、地方都市に適用可能な先導モデルの形成を目指し、2020 年までに地域活性化のケースモデルを構築する

国外：市内企業の技術・ノウハウや人材支援を推進するとともに、コンパクトシ ティ戦略に基づくプロジェクトのパッケージ輸出を展開する
国内：官民連携や、多様なステークホルダーによるパートナーシップのステップを通じて、SDGsの達成を目指し、2030 年の段階で、持続可能な付加価値創造都市の実現を目指す

## 推進体制

### 各種計画への反映
- 第 2 期富山市環境基本計画：2026 年を目標年次とし、持続可能な社会の実現に向けて、環境に関する施策を総合的かつ計 画的に推進するとともに、市民・事業者・行政が一体となって取り組む方策を定める第 2 期富山市 環境基本計画について、ＳＤＧｓが掲げる目標を踏まえることを、計画策定の趣旨に明記し、取組 を推進していくこととしました。（2017 年 3 月改定済）
- 第2次富山市環境未来都市計画：2021 年を目標年次とし、環境や高齢化等への対応の面で、環境価値・社会価値・経済価値の 創造につながる成功事例を創出し、持続可能で誰もが暮らしたいまち・誰もが活力あるまちを実 現するための方策を定める第 2 次富山市環境未来都市計画について、価値創造のためのＳＤＧｓ の必要性を計画に明記し、取組を推進していくこととしました。（2017 年 3 月改定済）
- 第 2 次富山市総合計画前期基本計画：2021 年を目標年次とし、「安らぎ・誇り・希望・躍動」を基本理念とし、まちづくりにおける長期的 かつ基本的な方向を示すとともに、これらを実現していくために、環境や高齢化、地域産業の活性 化の取組により、人・まち・自然が調和する活力ある都市の実現を目指す総合計画について、ＳＤ Ｇｓの趣旨を踏まえた計画を策定する予定です。（2022 年 3 月改定予定）
- 富山市まち・ひと・しごと総合戦略：2019年を目標年次とし、今後の人口減少傾向を抑制し、雇用創出や、交流・定住促進、生活環 境の充実などを図り、持続可能なまちづくりを目指す総合戦略について、ＳＤＧｓの趣旨を踏まえ た計画を策定する予定です。（2020 年 3 月改定予定）
- 富山市エネルギー効率改善計画：2019 年を目標年次とし、国連 SEforALL が掲げる目標達成に貢献するため、本市のエネルギ ー効率改善ペース向上を目指した施策を提示するエネルギー効率改善計画について、ＳＤＧｓの 趣旨を踏まえた計画を策定する予定です。（2020 年 3 月改定予定）
- 第 2 次富山市環境モデル都市行動計画：2018 年を目標年次とし、低炭素社会の実現に向けて、行政、市民、企業等が連携して、温室効 果ガスの大幅な削減を目指した施策を提示する行動計画について、ＳＤＧｓの趣旨を踏まえた計 画を策定する予定です。（2019 年 3 月改定予定）

### ステークホルダーとの連携
1. 域内の連携　※住民、企業、金融機関、教育・研究機関、NPO 等
  1. SDGs 未来都市においては、5 つのプロジェクトチーム（都市、市民生活、エネルギー、産 業、内外展開）を設け、課題別タスクフォースとの有機的連携により、地域内の連携の拡大・ 強化を図る。
  2. 民間企業や、生活協同組合などの各種団体においても SDGs 関連事業の展開が広 がっており、これらと相互連携を図りながら SDGs の積極的な取組を促進する。
  3. （一社）環境市民プラットフォームとやま（PEC とやま）など、市民・ＮＰＯなどが中心 となり、SDGs に取り組む活動とも連携を図るとともに、エンパワーメントの推進により、SDGs を主体的に実践する人材育成に対する支援を行う。
2. 【自治体間の連携（国内）】
  1. 国内の自治体間の連携としては、「地方創生 SDGs 官民連携プラットフォーム」を活用し、 他の SDGs 未来都市との連携を通じて、各々の取組事例の共有や意見交換の場を積極的に設けるなど、自治体 SDGs の推進に向けた互恵関係を強化する。
  2. 富山広域連携中枢都市圏における連携市町村（滑川市、舟橋村、上市町、立山町） を始めとする周辺都市とも連携し、地方都市・地域の課題をトータルに内包し、解決・普及す る地方都市モデルとして、取組の普及展開を図る。
3. 国際的な連携
  1. これまで培ってきた国際的な連携ネットワーク（OECD、JICA、IGES、SEforALL、イク レイ、世界銀行、100RC 等）を活かし、世界全体における SDGs の達成に向けて連携強化を図る。
  2. 本市の小水力発電や LRT をはじめとする、コンパクトシティ施策のパッケージ化を 図り、東南アジアを中心とした都市・地域への国際展開を通じて、民間企業の海外進出等に よる市内経済の活性化や現地の地域課題の解決に貢献する。

## 自治体SDGsモデル事業の課題・目標設定と取組の概要

### 自治体SDGsモデル事業名
LRTネットワークと自立分散型エネルギーマネジメントの融合によるコンパクトシティの深化

### 課題・目標設定
ゴール 3 ターゲット 3．8 ゴール 4 ターゲット 4．7 ゴール 7 ターゲット 7．3 ゴール 8 ターゲット 8．2 ゴール 9 ターゲット 9．2 ゴール 11 ターゲット 11．3 ゴール 13 ターゲット 13．2 ゴール 15 ターゲット 15．2 ゴール 17 ターゲット 17．17

### 地域課題
1. 人口減少と少子・超高齢社会への対応・過度な自動車依存による公共交通の衰退 （関連ゴール：3、11）
2. 地域資源エネルギー等の利活用と SDGs の意識醸成（関連ゴール：4、7、13、15）
3. 産業活力の強化と技術・社会イノベーションの創出（関連ゴール：8、9）
4. 多様なステークホルダーとの連携・協働による持続可能な多世代共創社会づくり

## 自治体SDGsモデル事業の三側面の取組

### 経済
IoTを活用したヘルシー＆スマートシティの形成
ゴール、ターゲット番号：8,9
| 2014年度  | 2020年度  |
| --------- | --------- |
| 2,311億円 | 2,606億円 |

### 社会
LRT ネットワークをはじめとする持続可能な地域公共交通網の形成 
ＩｏＴを活用したヘルシー＆スマートシティの形成 
ゴール、ターゲット番号：3,11
| 2016年度 | 2022年度 |
| -------- | -------- |
| 37.0％   | 39.2％   |

### 環境
自立分散型エネルギーインフラ・ネットワークの形成 
ゴール、ターゲット番号：7,13,15
| 2016年度 | 2022年度 |
| -------- | -------- |
| 0.7％    | 1.4％    |

## 自治体SDGsモデル事業の三側面をつなぐ総合的取組の概要

### 総合的取組の事業名
LRT ネットワークと自立分散型エネルギーマネジメントの融合によるコンパクトシティの深化

#### 概要
1. 個別事業分
  1. 路線バス等における EV・FCV 導入検討
  2. 再エネを活用した地域エネルギーマネジメントシステム検討
  3. 梨剪定枝等のバイオマス利活用実証
  4. 市民の「歩くライフスタイル」への行動変容を促す施策検討
  5. ICT・AI などスマート農業技術を活用したえごま大規模生産体制の確立
  6. ナノ粒子化技術を活用した医薬品関連産業イノベーション創出（基礎研究）
2. 全体マネジメント・普及啓発分
  1. 富山型コンパクトシティ戦略のパッケージ化による国内外への発信
  2. グローバル人材の育成に向けた地域 SDGs の推進 （SDGs 教育プログラム開発・普及展開）

#### 取り組み概要
- LRTネットワークをはじめとする持続可能な地域公共交通網の形成
- コンパクトシティ戦略の付加価値検証とパッケージ化による国際展開の推進
- 自立分散型エネルギーインフラ・ネットワークの形成
- IoTしたヘルシー＆スマートシティの形成

### 三側面をつなぐ総合的取組による相乗効果（新たに創出される価値）

#### 経済⇔環境
- 【経済→環境】KPI 指標：薬用作物・健康作物の栽培面積  薬用作物の栽培面積　2015年度　2.9ha　→　2020年度　8.8ha  健康作物の栽培面積　2015年度　8.8ha　→　2020年度　34.0ha
- 【環境→経済】 KPI 指標：バイオマス発電施設等への間伐材搬入量  2015年度　8,100 ㎥　→　2020年度　8,827㎥

#### 経済⇔社会
- 【経済→社会】 KPI 指標：ＣＮＦ（セルロースナノファイバー）の研究従事者数  2015年度　3 人　→　2020年度　6 人
- 【社会→経済】 KPI 指標：健康な高齢者の割合  前期高齢者　2014年度　95.9% 　→　2020年度　96%以上  後期高齢者　2014年度　65.7%　→　2020 年度　66%以上

#### 社会⇔環境
- 【社会→環境】 KPI 指標：エネルギー効率の改善ペース  2011年度　0.7%　→　2020年度　1.1%
- 【環境→社会】 KPI 指標：公共交通 1 日平均利用者数の富山市人口あたりの割合  2014年度　13.7%　→　2020年度　15.4%

## 自治体SDGsモデル事業のステークホルダーとの連携
- 富山大学を中心とした連携コンソーシアム
- バイオマス資源利活用プロジェクトチーム等
- ナノテクノロジー技術の応用展開を目指した産官学連携コンソーシアム

## 自治体SDGsモデル事業の自律的好循環

### 事業スキーム
- SDGsモデル事業「LRTネットワークと自立分散型エネルギーマネジメントの融合によるコ ンパクトシティの深化」を推進するにあたり、「富山市SDGs未来都市戦略会議」をベースに、地域の事業推進基盤等との連携を図り、民と官との共創型プラットフォームを構築し、プロジェクトを推進する。
- SDGsモデル事業は、2020 年の地域活性化のビジネスモデル構築を目指し、様々なステ ークホルダーとの連携の深化を図りながら、コンパクトシティ戦略の自律的好循環を創出し、 持続可能な付加価値創造都市の実現へとステップアップを図る。
- 地域の事業推進基盤
  - 富山市都市交通協議会
  - とやま地域プラットフォーム
  - 富山広域連携中枢都市圏

### 将来的な自走に向けた取組
1. 公共交通・エネルギー関連
2. えごま６次産業化・医薬品産業関連

## 自治体SDGsモデル事業の普及展開策
- 「チームとやまし」、「とやまレールライフプロジェクト」など、これまで本市が取り組んできた 施策と SDGs を組み合わせ、市民に SDGs を浸透させていく。
- SDGs の認知度を高めるため、市民、民間企業、各種団体等とのネットワークを強化し、国 内外へ本市の SDGs の取組を発信していく。
- 各種アンケートなどを通じて、市民生活において SDGs がどのように影響を与え、身 近なものになっていくかを把握し、市民へ SDGs の意義を様々な方法を活用して発信する。
- CSR（企業の社会的責任）のほか、CSV（共通価値の創造）の観点から、SDGs を先 進的に取り組む企業に対して、インセンティブ付与（顕彰）などの支援制度を検討する。